# Tom Joad
Tom Joad è un personaggio letterario, protagonista del romanzo del premio Nobel per la letteratura John Steinbeck Furore (The Grapes of Wrath). Nella trasposizione cinematografica del 1940 di John Ford è stato interpretato da Henry Fonda, che ha ricevuto per il ruolo una candidatura agli Oscar per Miglior attore protagonista. Nel giugno del 2003 l'American Film Institute ha classificato Tom Joad al 12º posto nella classifica dei 50 migliori eroi cinematografici.